# Médicos Sin Fronteras
Médicos Sin Fronteras (Médecins Sans Frontières, MSF) es una organización médica y humanitaria internacional que aporta su ayuda a las víctimas de desastres naturales o humanos y de conflictos armados, sin ninguna discriminación de raza, sexo, religión, filosofía o política.  En 2021, el grupo estuvo activo en 70 países con más de 43 000 empleados, en su mayoría médicos, enfermeras y otros profesionales médicos locales, expertos en logística, ingenieros y administradores de agua y saneamiento. Los donantes privados proporcionan alrededor del 90 % de los fondos de la organización, mientras que las donaciones corporativas aportan el resto, lo que otorga a MSF un presupuesto anual que en 2019 era de 1686 millones de euros.
Médicos Sin Fronteras fue fundada en 1971, a raíz de la secesión de Biafra, por un pequeño grupo de médicos y periodistas franceses que buscaban ampliar la accesibilidad a la atención médica más allá de las fronteras nacionales y sin distinción de raza, religión, credo o afiliación política, defendiendo el ejercicio de la ayuda humanitaria como un derecho. Con ese fin, la organización enfatiza la "independencia e imparcialidad" y excluye explícitamente factores políticos, económicos o religiosos en su toma de decisiones. Por estas razones, limita la cantidad de fondos recibidos de gobiernos u organizaciones intergubernamentales. Estos principios han permitido a MSF hablar libremente con respecto a actos de guerra, corrupción u otros obstáculos para la atención médica o el bienestar humano.
MSF tiene el estatus de organización con estado consultivo general en el Consejo Económico y Social de las Naciones Unidas. Recibió el Premio Nobel de la Paz de 1999 en reconocimiento a los continuos esfuerzos de sus miembros para brindar atención médica en crisis agudas, así como para aumentar la conciencia internacional sobre posibles desastres humanitarios. James Orbinski, que era el presidente de la organización en ese momento, aceptó el premio en nombre de MSF. Antes de esto, MSF también recibió el Premio de la Paz de Seúl en 1996.

## Historia
Médecins Sans Frontières (en francés) fue fundada en Francia en 1971 por un grupo de médicos y periodistas, entre ellos Bernard Kouchner y Jacques Mabit.[cita requerida]
Algunos médicos eran testigos del genocidio de la minoría Ibo, pues trabajaban en el Comité Internacional de la Cruz Roja (CICR). Este grupo se sentía frustrado ante la obligación de guardar silencio - que exigía el CICR a sus miembros - sobre lo visto y hecho en Biafra.[cita requerida]
El otro grupo de médicos acababa de llegar de socorrer a las víctimas de las inundaciones que asolaron Pakistán Oriental (actual Bangladés).

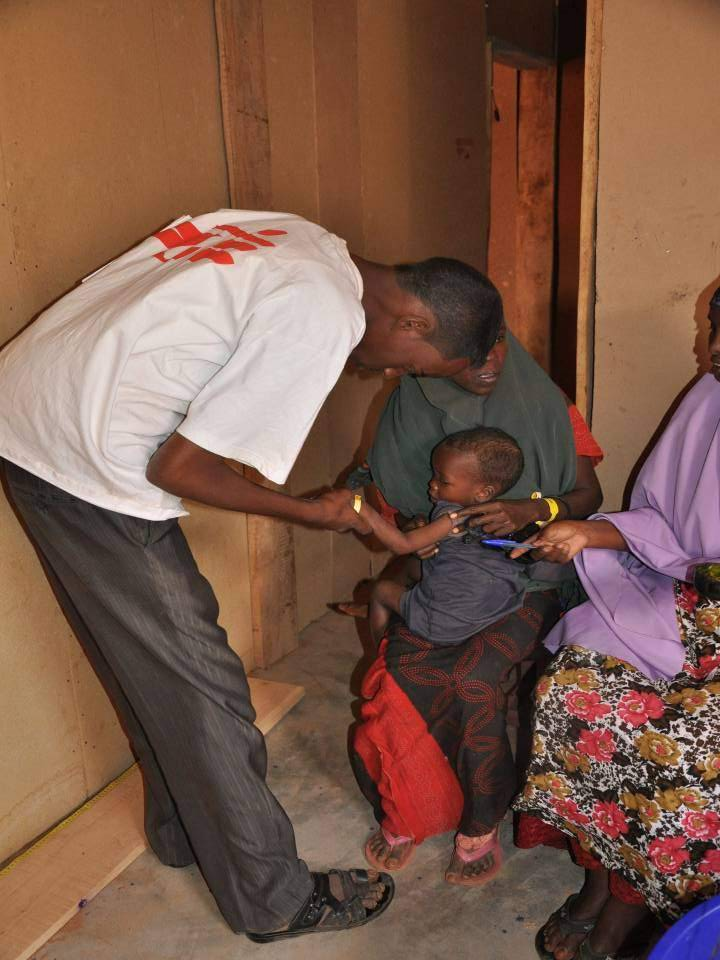
Un trabajador de la salud de MSF examina a niños malnutridos

Se dieron cuenta de que, una vez finalizado el proceso de descolonización, el escenario internacional estaba en fase de transformación y se imponía adaptar la ayuda humanitaria a las nuevas necesidades. A partir de ese momento, atender a las víctimas no sería suficiente: habría que denunciar las violaciones de los derechos humanos, crear corrientes de opinión a través de los medios de comunicación y profesionalizar la ayuda.
Actualmente, cuenta con más de seis millones de socios, 3600 profesionales internacionales y 37 800 trabajadores locales en 462 programas humanitarios en 72 países.
Previene y trata algunas enfermedades como la tuberculosis, el sida y la meningitis.

### 1967 a 1970 Biafra
Durante la guerra civil de Nigeria de 1967 a 1970, el ejército nigeriano formó un bloqueo alrededor de la recién independiente región sudoriental de la nación, Biafra. En ese momento, Francia era uno de los únicos países importantes que apoyaban a los biafranos (el Reino Unido, la Unión Soviética y Estados Unidos estaban del lado del gobierno nigeriano), y las condiciones dentro del bloqueo eran desconocidas para el mundo. Varios médicos franceses se ofrecieron voluntarios del Cruz Roja francés para trabajar en hospitales y centros de alimentación en la Biafra asediada. Uno de los cofundadores de la organización fue Bernard Kouchner, que más tarde se convirtió en un político francés de alto rango.
Tras entrar en el país, los voluntarios, además de trabajadores sanitarios y hospitales biafranos, fueron objeto de ataques por parte de las Ejército nigeriano, y presenciaron el asesinato y la muerte por hambre de civiles a manos de las fuerzas de bloqueo. Los médicos criticaron públicamente al gobierno nigeriano y a la Cruz Roja por su comportamiento aparentemente cómplice. Estos médicos llegaron a la conclusión de que era necesaria una nueva organización de ayuda que ignorara las fronteras políticas/religiosas y diera prioridad al bienestar de los supervivientes.
Además de Nigeria, MSF está presente en varios países africanos, como Benín, Zambia, Uganda, Kenia, Sudáfrica, Ruanda, Sudán, Sierra Leona, etc.

### 1971 creación
El Groupe d'intervention médicale et chirurgicale en urgence ("Grupo de intervención médica y quirúrgica de urgencia") ("Grupo de Intervención Médica y Quirúrgica de Urgencia") fue creado en 1971 por médicos franceses que habían trabajado en Biafra, para prestar ayuda y hacer hincapié en la importancia de los derechos de los supervivientes. Al mismo tiempo, Raymond Borel, redactor jefe de la revista médica francesa TONUS, había creado un grupo llamado Secours Médical Français ("Socorro Médico Francés") en respuesta al ciclón Bhola de 1970, que causó al menos 625 000 muertos en Pakistán Oriental (actual Bangladés). Borel pretendía reclutar médicos para prestar ayuda a los supervivientes de catástrofes naturales. El 22 de diciembre de 1971, los dos grupos de colegas se fusionaron para formar Médicos Sin Fronteras.
La primera misión de MSF fue a la capital nicaragüense, Managua, donde un terremoto en 1972 había destruido la mayor parte de la ciudad y matado a entre 10 000 y 30 000 personas. La organización, hoy conocida por su rápida respuesta en caso de emergencia, llegó tres días después de que la Cruz Roja hubiera establecido una misión de socorro. El 18 y 19 de septiembre de 1974, el Huracán Fifi-Orlene causó grandes inundaciones en Honduras y mató a miles de personas (las estimaciones varían), y MSF estableció su primera misión de ayuda médica a largo plazo.
Entre 1975 y 1979, tras la caída de Vietnam del Sur a manos de Vietnam del Norte, millones de camboyanos emigraron a Tailandia para evitar a los Jemeres Rojos. En respuesta, MSF estableció sus primeras  misiones en campos de refugiados en Tailandia. Cuando Vietnam se retiró de Camboya en 1989, MSF inició misiones de ayuda a largo plazo para ayudar a los supervivientes de los asesinatos en masa y reconstruir el sistema sanitario del país. Aunque sus misiones a Tailandia para ayudar a las víctimas de la guerra en el Sudeste Asiático podrían considerarse su primera misión en tiempo de guerra, MSF realizó su primera misión en una zona de guerra real, incluida la exposición a fuego hostil, en 1976. MSF pasó nueve años (1976-1984) asistiendo a cirugías en los hospitales de varias ciudades de Líbano, durante la guerra civil libanesa, y estableció una reputación por su neutralidad y voluntad de trabajar bajo fuego. A lo largo de la guerra, MSF ayudó tanto a las milicias cristianas como a los grupos musulmanes chiíes, a cualquiera que necesitara más ayuda médica en ese momento. En 1984, al deteriorarse aún más la situación en Líbano y reducirse al mínimo la seguridad de los grupos de ayuda, MSF retiró a sus voluntarios.

## Cifras

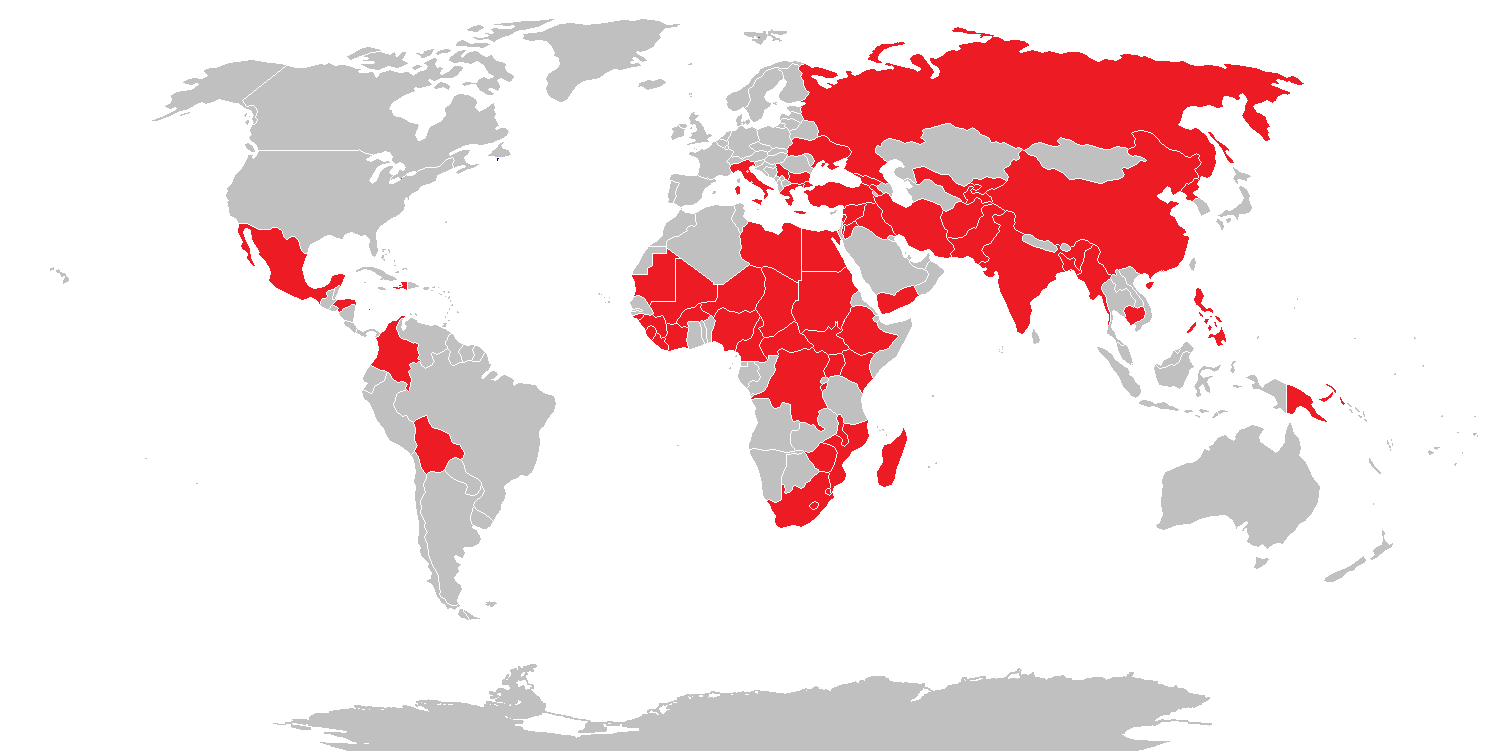
Mapamundi que resalta los países donde Médicos Sin Fronteras tuvo su actividad en 2014.

Según el reporte de actividades de 2010 de la organización, La organización cuenta con cinco centros operacionales: en París, Bruselas, Ámsterdam, Barcelona y Ginebra, además de 14 oficinas de país, situadas en Europa, Estados Unidos, Japón y Australia, que apoyan a los centros principales.
Según el reporte anual de Médicos Sin Fronteras de 2017, los proyectos más grandes según gastos fueron República Democrática del Congo (101 millones de Euros), Sudán del Sur (74,3 millones de Euros),  Yemen (61,5 millones de Euros), República Centroafricana (57,8 millones de Euros) e Irak (57,6 millones de Euros).  
Existen varias oficinas adicionales, de entre las cuales destacan la Oficina Internacional en Ginebra, las Oficinas de Enlace en Nueva York y en Bruselas, la Campaña de Acceso a Medicinas de Ginebra, el Almacén y la Oficina de Recaudación de Fondos en los Emiratos Árabes Unidos y asociaciones de la sociedad civil en África y en América Latina.

## Financiación
MSF basa su estrategia en la obtención de fondos que aporten estabilidad, que procedan de fuentes diversas y que estén comprometidas con los principios humanitarios. Esto se refleja en una estructura de fondos en la que predominan los de origen privado frente a los públicos, y cuyo máximo exponente son las aportaciones directas de socios y colaboradores.
En 2017 el 96 % de los fondos provenían de fondos privados y un 2 % de fondos públicos. Los ingresos de la organización en 2014 fueron de 1280,3 millones de euros, de los cuales un 89 % (1141,7 millones de euros) provenía de financiación privada; en 2015 los ingresos fueron de 1443,8 millones de euros, de los cuales un 92 % (1332,1 millones de euros) provenía de financiación privada. Las operaciones en el año 2010 se llevaron a cabo en 61 países, con 2769 voluntarios internacionales (7086 salidas) y 31 052 empleados nacionales.
El 17 de junio de 2016 Médicos sin Fronteras renunció a los Fondos de la UE y sus Estados miembros en protesta por la dañina política migratoria que se plasma en el Acuerdo UE-Turquía para externalizar el control migratorio de personas.

## Principios humanitarios
El trabajo de MSF está guiado por la ética médica y por los siguientes principios de la acción humanitaria.
Humanidad: todas las personas tienen derecho a ser asistidas en su hora de mayor necesidad.
Independencia: ningún poder político, económico o religioso dicta las acciones de Médicos Sin Fronteras.
Imparcialidad: Médicos sin fronteras no pregunta por etnia, la religión o la ideología de los pacientes.
Neutralidad: MSF no toma partido por nadie, solo por las personas que necesitan ayuda.
Ética médica: la obligación como médicos es asistir sin causar daño.
Además, MSF se compromete con los siguientes principios y valores:
Proporcionalidad: la asistencia debe responder equilibradamente a las necesidades que detectan.
Profesionalidad:  compromiso con la calidad y la eficacia de la ayuda.
Proximidad: proporciona asistencia directa, sin intermediarios.
Compromiso individual: cada integrante de MSF asume una responsabilidad personal con su trabajo y acepta los riesgos que entraña.
Sin ánimo de lucro: todos los fondos recibidos se destinan a acción médica, testimonio, administración y captación de recursos.
Control de la ayuda: tanto el trabajo y como las finanzas están sometidos a estrictas supervisiones internas y externas.
Transparencia: cuentas e informes financieros de MSF son públicos.

## Premio Nobel de la Paz 1999

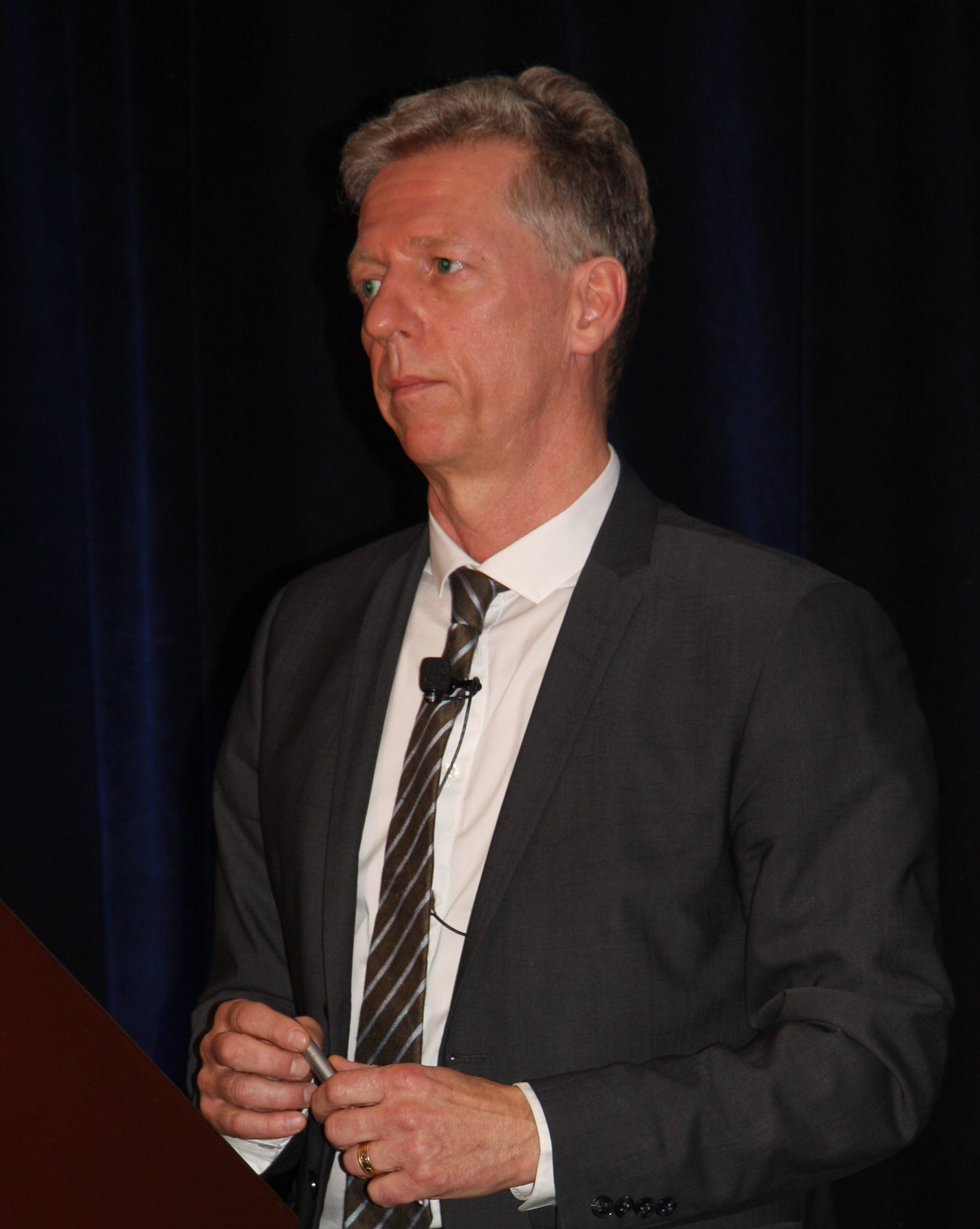
Dr. James Orbinski

Médicos Sin Fronteras MSF fue galardonada con el Premio Nobel de la Paz en 1999. El entonces presidente de MSF, En la apertura discute las condiciones de las víctimas del genocidio de Ruanda.

## Otros premios
- El comité Nobel de Noruega se lo concedió por ser pionera en el trabajo humanitario en varias localidades.[5] También ha ganado el Premio Príncipe de Asturias de la Concordia en 1991.[21]
- Recibió el Premio Lasker~Bloomberg de Servicio Público en 2015.[22]

## Controversias y críticas

### Explotación laboral
Los captadores de socios de Médicos Sin Fronteras en España han denunciado condiciones de explotación laboral. Estas incluyen cláusulas de productividad por las que se puede despedir sin indemnización a los captadores si no consiguen 24 altas de socios al mes. Según Comisiones Obreras este «es un objetivo casi imposible». Esta práctica lleva a una alta rotación que reduce la sindicación. CCOO y CNT llevaron en 2017 esta práctica ante los tribunales. El caso fue desestimado en el Tribunal Superior de Justicia de Galicia por un defecto de forma y está actualmente pendiente en el Tribunal Supremo.